# Historiografia PRL
Historiografia PRL – piśmiennictwo historyczne tworzone w Polskiej Rzeczypospolitej Ludowej od zakończenia II wojny światowej do 1989 roku.

## Cele
Głównym zadaniem nowej historiografii stało się przewartościowanie jej dotychczasowych teoretyczno-metodologicznych podstaw. Rezultatem tych przemian stało się masowe zainteresowanie powojennych historyków problemami społeczno-gospodarczymi, co wiązało się z zahamowaniem prac nad dziejami politycznymi, które z oczywistych względów były bardziej drażliwe.
Przebudowana historiografia miała opierać się na materializmie historycznym.
Dzieje historiografii PRL-u można podzielić na trzy okresy.

## Cechy
Cechy historiografii PRL-owskiej w latach 1945-1949:
- doszukiwanie się korzeni Polski współczesnej w Polsce piastowskiej (argument geopolityczny legitymizujący nabytki terytorialne na zachodzie),
- krytyka tradycji jagiellońskiej (w pierwszych latach powojennych nie pojawiła się żadna praca o epoce jagiellońskiej, a pisana w latach 1942-1948 Polityka Jagiellonów Henryka Łowmiańskiego została wydana dopiero w 1999,
- krytyka dowództwa Armii Krajowej,
- krytyka decyzji o rozpoczęciu powstania warszawskiego,

Cechy historiografii PRL-owskiej w latach 1949-1956:
- stalinizacja materializmu historycznego,
- upowszechnienie marksizmu-leninizmu,
- uprawianie przez historyków na nieznaną dotąd skalę historii gospodarczej,
- poszukiwanie „na siłę” w dziejach Polski walki klas,
- historia kultury staje się azylem dla historyków, którzy dotychczas zajmowali się drażliwymi kwestiami i nie chcieli zmieniać publicznie swoich poglądów,
- zachwalanie odrodzenia i oświecenia jako epok jednoznacznie postępowych; częste ich mitologizowanie,
- upowszechnienie czarnej legendy czasów międzywojennych.

Cechy historiografii PRL-owskiej w latach 1956-1989:
- przezwyciężanie stalinowskich dogmatów i schematów w historiografii,
- rozluźnienie ideologicznego gorsetu i stosowanie ułagodzonego niepropagandowego marksizmu,
- rozwinięcie się historii ruchów społecznych.

Wszystkie cechy z poprzednich lat występowały w latach późniejszych, w takim samym bądź mniejszym nasyceniu. Historiografia PRL była w swojej masie spójna, skupiająca się na zaciętej krytyce Polski szlacheckiej i formułowaniu tezy o ucisku chłopów przed zaborami, pomijając fakt, że stan życia chłopów najbardziej pogorszył się w XIX wieku, zwłaszcza w zaborze austriackim i rosyjskim. Były częste próby tłumaczenia zaborów, szczególnie rosyjskiego, zwracając uwagę na zniesienie w nim pańszczyzny w 1864 r. Podkreślano również epizody takie jak rabacja galicyjska. W całej historiografii PRL okres II wojny światowej przedstawiany był wyłącznie jako okres agresji i okupacji niemieckiej, z pominięciem agresji i okupacji ZSRR. 17 września 1939 r. przedstawiano eufemistycznie jako pokojowe „wkroczenie” wojsk radzieckich w celu „ochrony” ludności na wschodnich terenach. Rola ZSRR była przedstawiana jako jednoznacznie pozytywna, związana z wyzwoleniem ziem polskich spod okupacji niemieckiej. Termin „wyzwolenie” rozciągano również na ziemie nienależące do II RP, np. „Wyzwolenie Wrocławia”. Zbrodnię katyńską przemilczano, bądź przypisywano Niemcom. Tematyka zagłady Żydów nie była zazwyczaj poruszana w sposób odrębny względem losów pozostałych obywateli polskich pod okupacją niemiecką.

## Patrz też
- Polityka historyczna